# Pentatrichia
Pentatrichia es un género de plantas con flores de la familia de las asteráceas. Comprende 5 especies descritas y de estas, solo 4 aceptadas.

## Taxonomía
El género fue descrito por  Friedrich Wilhelm Klatt  y publicado en Bull. Herb. Boissier 3: 436. 1895.

## Especies
A continuación se brinda un listado de las especies del género Pentatrichia aceptadas hasta agosto de 2012, ordenadas alfabéticamente. Para cada una se indica el nombre binomial seguido del autor, abreviado según las convenciones y usos.
- Pentatrichia alata S.Moore
- Pentatrichia avasmontana Merxm.
- Pentatrichia petrosa Klatt
- Pentatrichia rehmii (Merxm.) Merxm.